# 坎納達馬納揚克 (印第安納州)
坎納達馬納揚克（英語：Kanata Manayunk）是位於美國印第安納州科西阿斯科縣的一個非建制地區。該地的面積和人口皆未知。